# Lijst van nummer 1-hits in de Vlaamse Ultratop 50 in 2009
De volgende hits stonden in 2009 op nummer 1 in de Vlaamse Ultratop 50.
| Nummer | Datum        | Artiest                                          | Titel                           |
| ------ | ------------ | ------------------------------------------------ | ------------------------------- |
| 168    | 3 januari    | Tom Helsen & Geike Arnaert                       | Home                            |
|        | 10 januari   | Tom Helsen & Geike Arnaert                       | Home                            |
|        | 17 januari   | Tom Helsen & Geike Arnaert                       | Home                            |
|        | 24 januari   | Tom Helsen & Geike Arnaert                       | Home                            |
| 169    | 31 januari   | Kings of Leon                                    | Use somebody                    |
|        | 7 februari   | Kings of Leon                                    | Use somebody                    |
| 170    | 14 februari  | Andy Sierens A.K.A. Vijvenveertig & Hooverphonic | Mijn leven                      |
| 171    | 21 februari  | Lady Gaga                                        | Poker face                      |
| 170    | 28 februari  | Andy Sierens A.K.A. Vijvenveertig & Hooverphonic | Mijn leven                      |
| 171    | 7 maart      | Lady Gaga                                        | Poker face                      |
|        | 14 maart     | Lady Gaga                                        | Poker face                      |
|        | 21 maart     | Lady Gaga                                        | Poker face                      |
|        | 28 maart     | Lady Gaga                                        | Poker face                      |
|        | 4 april      | Lady Gaga                                        | Poker face                      |
|        | 11 april     | Lady Gaga                                        | Poker face                      |
|        | 18 april     | Lady Gaga                                        | Poker face                      |
|        | 25 april     | Lady Gaga                                        | Poker face                      |
| 172    | 2 mei        | Hadise                                           | Düm tek tek                     |
|        | 9 mei        | Hadise                                           | Düm tek tek                     |
| 173    | 16 mei       | Emiliana Torrini                                 | Jungle drum                     |
| 172    | 23 mei       | Hadise                                           | Düm tek tek                     |
| 174    | 30 mei       | Alexander Rybak                                  | Fairytale                       |
| 175    | 6 juni       | Lilly Allen                                      | Fuck you                        |
|        | 13 juni      | Lilly Allen                                      | Fuck you                        |
|        | 20 juni      | Lilly Allen                                      | Fuck you                        |
| 176    | 27 juni      | The Black Eyed Peas                              | Boom boom pow                   |
| 177    | 4 juli       | Pitbull                                          | I know you want me (Calle ocho) |
|        | 11 juli      | Pitbull                                          | I know you want me (Calle ocho) |
| 178    | 18 juli      | Milk Inc.                                        | Blackout                        |
|        | 25 juli      | Milk Inc.                                        | Blackout                        |
| 177    | 1 augustus   | Pitbull                                          | I know you want me (Calle ocho) |
| 179    | 8 augustus   | The Black Eyed Peas                              | I gotta feeling                 |
|        | 15 augustus  | The Black Eyed Peas                              | I gotta feeling                 |
|        | 22 augustus  | The Black Eyed Peas                              | I gotta feeling                 |
|        | 29 augustus  | The Black Eyed Peas                              | I gotta feeling                 |
|        | 5 september  | The Black Eyed Peas                              | I gotta feeling                 |
|        | 12 september | The Black Eyed Peas                              | I gotta feeling                 |
|        | 19 september | The Black Eyed Peas                              | I gotta feeling                 |
|        | 26 september | The Black Eyed Peas                              | I gotta feeling                 |
| 180    | 3 oktober    | David Guetta & Akon                              | Sexy bitch                      |
| 181    | 10 oktober   | Editors                                          | Papillon                        |
| 182    | 17 oktober   | K3                                               | Mamasé!                         |
|        | 24 oktober   | K3                                               | Mamasé!                         |
|        | 31 oktober   | K3                                               | Mamasé!                         |
|        | 7 november   | K3                                               | Mamasé!                         |
|        | 14 november  | K3                                               | Mamasé!                         |
|        | 21 november  | K3                                               | Mamasé!                         |
|        | 28 november  | K3                                               | Mamasé!                         |
| 183    | 5 december   | The Black Eyed Peas                              | Meet me halfway                 |
|        | 12 december  | The Black Eyed Peas                              | Meet me halfway                 |
|        | 19 december  | The Black Eyed Peas                              | Meet me halfway                 |
|        | 26 december  | The Black Eyed Peas                              | Meet me halfway                 |